# Giuliano Spatuzzo
Giuliano Spatuzzo (Salerno, 27 dicembre 1997) è un pallanuotista italiano.

## Biografia
Cresciuto nel Circolo Nautico Salerno con cui debutta in Serie A a soli 12 anni, affina le proprie potenzialità nel settore giovanile della Canottieri Napoli. Con la calottina giallorossa, Spatuzzo conquista il titolo di capocannoniere prima e miglior giocatore poi nella categoria Allievi, giocando contestualmente da "prestito" nel campionato di A2 con la Rari Nantes Arechi. Dopo aver trascorso tre anni nelle file della Rari Nantes Salerno, nel corso della stagione 2016-2017 disputa il campionato nazionale Under 20 con la Canottieri Napoli, conquistando la medaglia d'argento nelle final four nazionali.
Con la Rari Nantes Salerno nel 2019 conquista la promozione in Serie A1. Dal 2022 al 2024 indossa la calottina del C.N. Salerno in Serie B, mentre dal campionato 2024-2025 passa allo S.C. Salerno in Serie C e a fine stagione ottiene la promozione in serie B.